# Goran Granić
Goran Granić (Livno, 9 luglio 1975) è un ex calciatore croato, di ruolo difensore.

## Carriera
Nel giugno 2005 passò tra le file dell'Hajduk Spalato per poi, il 15 luglio, debuttare con i Majstori s mora scendendo da titolare nella finale di Supercoppa di Croazia vinta 1-0 ai danni del Rijeka.

## Palmarès

### Competizioni nazionali
- Supercoppa di Croazia: 1

Hajduk Spalato: 2005